# Daniele Albergati
Daniele Albergati (Bergamo, 21 giugno 1993) è un pallavolista italiano, opposto della Folgore Massa.

## Carriera

### Club
La carriera di Daniele Albergati inizia con la Trentino nella stagione 2011-12, con cui disputa la Serie C: con lo stesso club gioca in Serie B2 nella stagione 2012-13 e in Serie B1 nelle stagioni 2013-14 e 2014-15.
Nell'annata 2015-16 è sempre in Serie B1, questa volta con l'AVS, mentre nella stagione successiva si accasa al Motta, in Serie B. Per il campionato 2017-18 viene ingaggiato dall'Olimpia Bergamo, in Serie A2, per poi ritornare al Motta nell'annata 2018-19, in Serie B, ottenendo la promozione in Serie A3, a cui partecipa con lo stesso club nella stagione seguente. Nella stagione 2020-21 veste la maglia della Team Volley, sempre in Serie A3.
Nell'annata 2021-22 esordisce in Superlega firmando nuovamente per la Trentino, con cui vince la Supercoppa italiana. Nella stagione successiva è nuovamente in Serie A3, questa volta con la Folgore Massa.

## Palmarès

### Club
- Supercoppa italiana: 1

2021